# Wilcza (Kłodzko)

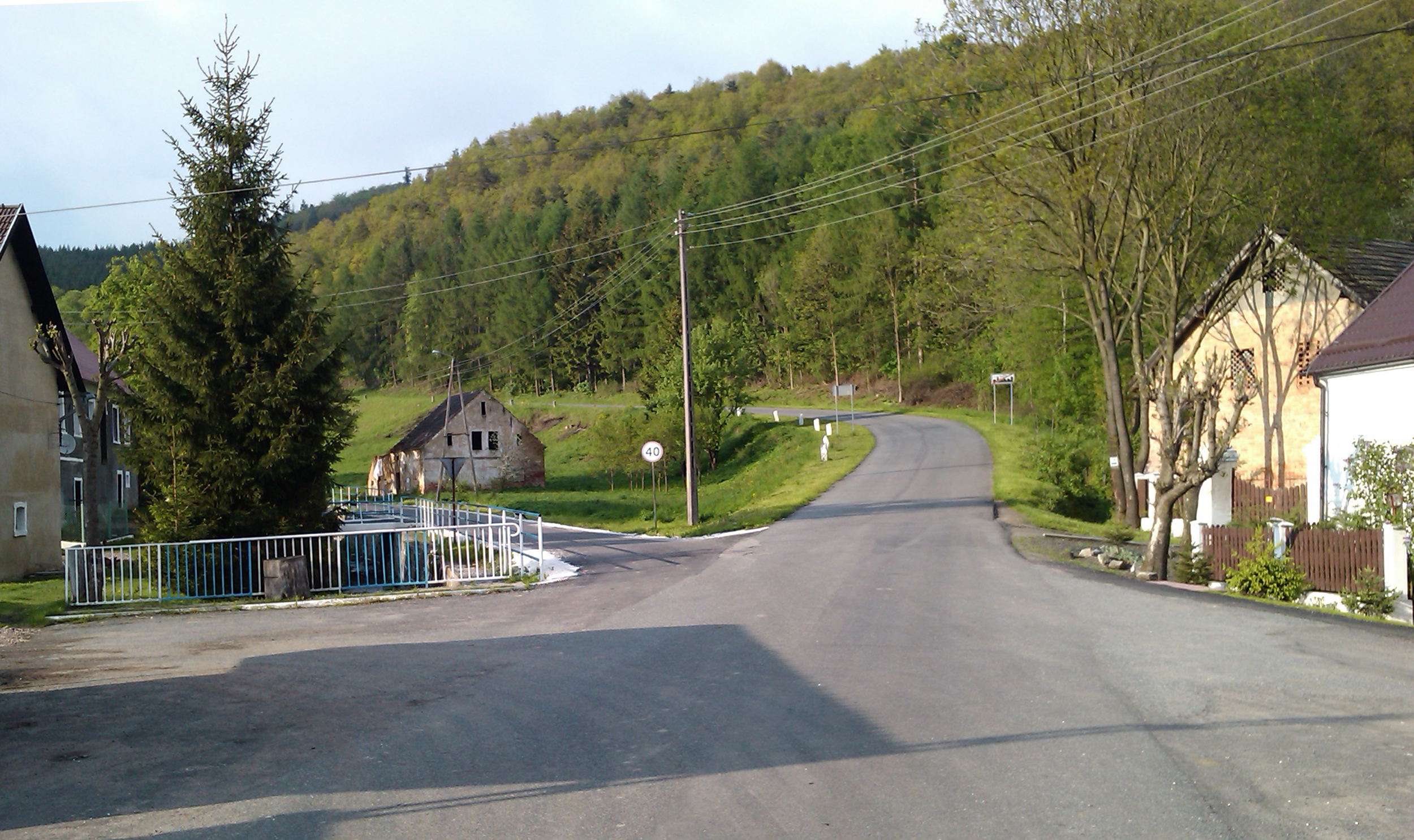
Dorfzentrum

Wilcza (deutsch: Wiltsch) ist ein Ort in der Landgemeinde Kłodzko im Powiat Kłodzki der Woiwodschaft Niederschlesien in Polen. Es liegt elf Kilometer nordöstlich von Kłodzko (Glatz). 

## Geographie
Wilcza liegt am südwestlichen Fuß des Warthagebirges (polnisch Góry Bardzkie). Westlich erhebt sich der 667 m hohe Berg Słup (Hupprich). Nachbarorte sind Żdanów (Herzogswalde) im Norden, Wojbórz (Gabersdorf) im Süden, Czerwienczyce (Rothwaltersdorf) im Westen und Nowa Wieś Kłodzka (Neudorf) im Nordwesten. Das Dorf ist etwa zwei Kilometer lang. Nördlich verläuft die Landkreisgrenze zum Powiat Ząbkowicki (Frankenstein).

## Geschichte
Das Waldhufendorf Wiltsch wurde erstmals 1304 erwähnt. Durch seine Grenzlage gehörte zunächst der östlich des Höllenbachs liegende Teil „Schlesisch Wiltsch“ zur Herrschaft Giersdorf (Opolnica) im Herzogtum Münsterberg. Der westlich des Höllenbachs liegende Teil „Glätzisch Wiltsch“ gehörte zum böhmischen Glatzer Land und war zur Pfarrkirche nach Gabersdorf gewidmet. Dieser Teil bestand aus einem Dominialanteil und einem Freirichtergut.
- Der Dominialanteil gehörte seit ältesten Zeiten zur Herrschaft Gabersdorf und bestand um das Jahr 1800 aus sechs Bauern, sechs Gärtnern, einem Häusler und einem Handwerker.
- Der Freirichteranteil unterlag der Obergerichtsbarkeit des königlichen Rentamts in Glatz. Bekannte Besitzer waren die Familien Patholt, Ortler, Heinisch, Töpper und Moschner.

Der schlesische, östliche Teil von Wiltsch kam nach dem Ersten Schlesischen Krieg 1742 an Preußen, der westliche (Glatzer) Teil ebenfalls 1742, endgültig jedoch erst nach dem Hubertusburger Frieden 1763. 
Nach der Neugliederung Preußens gehörte Wiltsch ab 1815 zur Provinz Schlesien. Ab 1816 gehörte der östliche, zur Herrschaft Giersdorf gehörende Teil zum Landkreis Frankenstein, der westlich liegende Dominialanteil und das Freirichtergut zum Landkreis Glatz. Ab 1874 wurde die Landgemeinde Wiltsch dem Amtsbezirk Gabersdorf eingegliedert, der auch die Landgemeinden Gabersdorf, Mühldorf und Wiesau umfasste. Zum 1. Oktober 1932 wurde der östliche Teil von Wiltsch dem Landkreis Glatz zugeschlagen, zu dem nun ganz Wiltsch gehörte. Nachfolgend erhielt es die amtliche Ortsbezeichnung „Wiltsch (Grafschaft Glatz)“. Am Ortsrand befand sich ein großes Wildgehege. 1939 wurden 205 Einwohner gezählt. 
Als Folge des Zweiten Weltkriegs fiel Wiltsch 1945 wie fast ganz Schlesien an Polen und wurde in Wilcza umbenannt. Die deutsche Bevölkerung wurde vertrieben. Die neu angesiedelten Bewohner waren zum Teil Heimatvertriebene aus Ostpolen, das an die Sowjetunion gefallen war. Die Einwohnerzahl ist danach deutlich zurückgegangen. 1975–1998 gehörte Wilcza zur Woiwodschaft Wałbrzych (Waldenburg). Zahlreiche Häuser werden als Wochenendhäuser genutzt.